# Incidente di Chichi-jima
L'incidente di Chichi-jima fu un episodio di cannibalismo perpetrato ai danni di prigionieri di guerra americani da parte di militari giapponesi nel 1944. Le vittime furono catturate dai Giapponesi in seguito all'abbattimento di aerei da guerra avvenuto nel corso dei bombardamenti americani nell'arcipelago delle Isole Ogasawara.
George H. W. Bush, all'epoca un pilota ventenne, era tra i nove avieri che sopravvissero all'abbattimento dei loro aerei durante un bombardamento sull'isola di Chichi-jima, una piccola isola a circa 240 km a nord di Iwo Jima, nel settembre del 1944, e fu l'unico che riuscì ad evitare la cattura da parte dei Giapponesi. Dopo la guerra si scoprì che i militari americani catturati erano stati torturati prima di essere giustiziati. Essi furono decapitati per ordine del generale Yoshio Tachibana (立花芳夫, Tachibana Yoshio). Lui ed altri ufficiali giapponesi mangiarono quindi alcune parti dei corpi di quattro dei prigionieri.
Tachibana fu processato insieme ad altri 11 militari giapponesi nell'agosto del 1946 per l'esecuzione di avieri della marina militare americana, e per aver praticato cannibalismo su almeno uno di essi. A causa della mancanza di legislazione militare e internazionale in merito di cannibalismo gli imputati vennero condannati per "omicidio e impedimento di una sepoltura onorevole".
Su questo caso si investigò anche nel 1947 in un processo per crimini di guerra, e di 30 militari giapponesi imputati, cinque (il maggiore Matoba, il generale Tachibana, l'ammiraglio Mori, il capitano Yoshii e il dottor Teraki) furono giudicati colpevoli. Tachibana fu condannato a morte e impiccato. James Bradley, nel suo libro Flyboys: A True Story of Courage, espone dettagliatamente diversi casi di cannibalismo avvenuti durante la Seconda guerra mondiale nei confronti di prigionieri alleati. L'autore sostiene che tali episodi non abbiano incluso solo la consumazione rituale del fegato di prigionieri appena uccisi, ma anche l'uso di prigionieri tenuti in vita per diversi giorni come riserve di carne fresca a cui amputare arti di cui i Giapponesi si cibarono per sostentamento.